# Pablo Jaramillo Gallardo
Pablo Jaramillo Gallardo (9 de abril de 1977) es un deportista español que compite en ciclismo adaptado en las modalidades de pista y ruta.
Ganó dos medallas en los Juegos Paralímpicos de Verano, bronce en Tokio 2020 y plata en París 2024. Además, obtuvo seis medallas en el Campeonato Mundial de Ciclismo Adaptado en Pista entre los años 2009 y 2023.

## Palmarés internacional
| Juegos Paralímpicos | Juegos Paralímpicos      | Juegos Paralímpicos | Juegos Paralímpicos              |
| Año                 | Lugar                    | Medalla             | Prueba                           |
| ------------------- | ------------------------ | ------------------- | -------------------------------- |
| 2020                | Tokio (Japón)            | Medalla de bronce   | Velocidad por equipos C1-5 mixto |
| 2024                | París (Francia)          | Medalla de plata    | Velocidad por equipos C1-5 mixto |
| Campeonato Mundial  |                          |                     |                                  |
| Año                 | Lugar                    | Medalla             | Prueba                           |
| 2009                | Mánchester (Reino Unido) | Medalla de plata    | 1 km contarreloj LC1             |
| 2009                | Mánchester (Reino Unido) | Medalla de bronce   | Velocidad por equipos C1-5 mixto |
| 2011                | Montichiari (Italia)     | Medalla de bronce   | 1 km contarreloj C5              |
| 2015                | Apeldoorn (Países Bajos) | Medalla de bronce   | 1 km contarreloj C5              |
| 2017                | Los Ángeles (EE. UU.)    | Medalla de plata    | Velocidad por equipos C1-5 mixto |
| 2023                | Glasgow (Escocia)        | Medalla de bronce   | Velocidad por equipos C1-5 mixto |